# Jani Vreto
Jani Vreto, görög nevén Joánisz Vretósz (Ιωάννης Βρετός; Postenan, 1822. január 14. – ?, 1900. július) görög nemzetiségű albán publicista, könyvkiadó. Az 1870-es évektől a konstantinápolyi albán diaszpóra jeles alakja, az albán nemzet önrendelkezéséért síkra szálló, 1877-ben alakult Sztambuli Bizottság tagja volt, közreműködött az ún. sztambuli albán ábécé kidolgozásában. 1881-től Bukarestben élt, ahol 1886-ban megszervezte, majd irányította a külhoni albánság egyik legfontosabb nyomdáját.

## Életútja
Vreto egy Kolonja vidéki kis faluban született. A vúrbiani görög iskola elvégzését követően 1843-tól 1847-ig a janinai Zoszimaia líceum növendéke volt.
1854-ben Konstantinápolyban telepedett le, ahol apja akkor már zöldségkertészetet vezetett, ő pedig egy dohánygyárnál helyezkedett el titkárként. Az 1870-es évek elején kapcsolatba került a konstantinápolyi albán diaszpóra vezető alakjaival, Abdyl és Sami Frashërivel, Kostandin Kristoforidhival, Hasan Tahsinival, Pashko Vasával és másokkal. 1877-ben maga is tagja lett az albánok önrendelkezési jogaiért fellépő Sztambuli Bizottságnak. Vretóra osztották ki a társasági alapszabály megírásának és engedélyeztetésének kényes feladatát, melynek során szem előtt kellett tartania, hogy a céljaikat megfogalmazó dokumentum se az oszmán udvar rosszallását, se a görög egyházi vezetés tiltakozását ne váltsa ki. A gjirokastrai ortodox metropolita azonban ezt követően kiátkozta Vretót az egyházból, arra való hivatkozásul, hogy tevőlegesen részt vett az „albánkérdés” alakításában. 1879 elejétől Vreto társaival együtt az albán nyelv leírására alkalmas ábécé kidolgozásával foglalkozott. Bár a munka során eleinte a görög ábécéből indult volna ki, társai meggyőzték egy latin betűs ábécé szükségességéről, és Vreto ötleteivel jelentősen hozzájárult a sztambuli ábécé néven kidolgozott írásrendszerhez. 1879. október 12-én a Sztambuli Bizottság művelődési tagozata, az Albán Irodalmat Kiadó Társaság (Shoqëria e të Shtypurit Shkronja Shqip) tagja lett.
Az albánok önrendelkezési jogaiért küzdő Prizreni Liga leverését követően, 1881 nyarán Vreto Bukarestbe ment, hogy a helyi albán diaszpóra társadalmi életét szervezze, és elhintse körükben a nemzeti mozgalom magját. Közreműködött a Drita (’Fény’) társaság 1884. decemberi megalapításában, amelynek első titkára is lett. Még 1884-ben megalakította az Albán Irodalmat Kiadó Társaság bukaresti fiókját. Szervezőmunkájának köszönhetően felállt a sztambuli ábécé betűivel dolgozó albán nyomda, amelyben 1886-ban megindult az albán nyelvű könyvek nyomtatása. A nyomdában folyó munkát Vreto irányította, az ő dolga volt a szöveg tördelésétől és lektorálásától kezdve a kötészeti munkák irányításán át a kinyomtatott könyvek kereskedelembe bocsátásáig csaknem minden.

## Munkássága
Alma matere, a Zoszimaia falai között Vreto a görög kultúra csodálója lett, Faik Konica később egyszerűen görögimádóként aposztrofálta. Első, 1866-ban megjelent könyvét az albániai görög nyelv leírásának szentelte Γραμματική της ομιλουμένησ ελληνικήσ γλώσσησ εις την αλβανικήν / Gramatikí tisz omiluménisz elinikísz glószisz isz tin Alvanikín (’Az Albániában beszélt görög nyelv nyelvtana’) címen.
Az albán nemzeti mozgalomhoz való csatlakozása után, az 1870-es évektől publicisztikájában az albán nyelv, az albán ábécé kérdései kerültek előtérbe. Munkásságának legjelentősebb és legmaradandóbb eredménye a bukaresti albán nyomda megszervezése és irányítása volt. Csak működésének első évében tíz albán nyelvű könyv került ki a nyomdagépekből, közülük kettőt – egy erkölcstani és egy számtani tankönyvet – maga Vreto írt. A nyomdát a századfordulóig az albán nyelvű könyvek és folyóiratok egyik legfontosabb kiadóintézetei között tartották számon, amely a korszak költőinek és íróinak megjelenési fórumaként jelentősen hozzájárult az albán irodalom kibontakozásához és fejlődéséhez.
Vreto 1888-ban adta ki Muhamet Çami bejtedzsi költő 1820 körül Erveheja címen írt verses meséjét. Az eredeti művet arab írásról az új albán ábécére írta át, emellett purista indíttatásból nyelvezetét megtisztította a török, perzsa és arab szavaktól, a szöveget pedig kora irodalmi ízléséhez igazította. Halála után, Visar Dodani 1898-ban Mialté mblétésé (Méhek méze) címen megjelent albán költészeti antológiájába néhány Vreto-vers is bekerült.

## Emlékezete
Postenani szülőháza műemlék, Konaku i Miqve néven vendégház üzemel benne.